# هجمات صفد عام 1517
كانت هجمات صفد حادثة وقعت في صفد بعد فترة وجيزة من إطاحة العثمانيين الأتراك بالمماليك واستيلائهم على بلاد الشام خلال الحرب العثمانية المملوكية في عام 1517. في ذلك الوقت كانت المدينة تضم حوالي 300 أسرة يهودية. حدثت الضربة القاسية التي تعرض لها المماليك في اشتباكات دموية مع السلطات العثمانية الجديدة. كان الرأي القائل بأن تأثير أعمال الشغب على يهود صفد كان قوي الحجة هو موضع خلاف.
ربط المؤرخون الحدث بالنزاع العام الذي يدور في البلاد بين النظام العثماني القادم ومعارضيه ولاحظوا أن اليهود عانوا من سوء المعاملة خلال الحرب.[بحاجة لمصدر] سُجلت روايات عن الهجوم على اليهود في صفد من قبل المؤرخ الحاخام إيليا كابسالي الكاندي (من كريت) والحاخام جوزيف غارسون، الذي كان يعيش في دمشق في ذلك الوقت. وفقًا لهذه التقارير، فقد قُتل عدة يهود وأصيب آخرون بجروح وقد أُجبروا على الفرار من المدينة ونُهبت ممتلكاتهم. يناقش العلماء ما إذا كان الحدث قد أدى إلى انخفاض في عدد السكان اليهود في صفد، ولكن يتفق الجميع على أن اليهود، بعد بضع سنوات، أعادوا تأسيس وجود كبير في المدينة.
قد يكون الهجوم قد بدأ بتراجع جنود المماليك الذين اتهموا اليهود بمساعدة الغزاة الأتراك، مع انضمام عرب من القرى المحيطة إلى القتال. بدلًا من ذلك، وقع الهجوم أثناء محاولة من شيوخ المماليك المحليين لإعادة تأكيد سيطرتهم بعد إزاحتهم عن السلطة من قبل الأتراك الجدد. يشير ديفيد إلى أن العنف ربما اندلع بعد أن أدت شائعات عن هزيمة عثمانية في مصر إلى اشتباكات بين مؤيدي النظام القديم وأولئك الذين ساندوا السلطة التركية المفروضة حديثًا. لقد هاجم أنصار الحاكم المملوكي المخلوع المسؤولين العثمانيين وبعد أن قتلوا الحاكم العثماني، انقلب الغوغاء على اليهود وانتشروا في الحي اليهودي، وقد عانى اليهود من سوء المعاملة بشكل خاص.
ورد أن العديد من اليهود قد قُتلوا بينما أصيب آخرون أو نُهبت ممتلكاتهم. وفقا لغارسون، تم طرد اليهود من منازلهم، وتعرضوا للسرقة والنهب، وهربوا عراة إلى القرى دون أي أحكام". فر الكثيرون لاحقًا من المدينة، ولكن سرعان ما تم إعادة تأهيل المجتمع بمساعدة مالية من يهود مصر.
تعافت الجالية اليهودية بسرعة. عاد العديد من اليهود الذين سبق أن فروا ولجأوا إلى القرى المجاورة، وفي غضون 8 سنوات أعاد المجتمع بناء نفسه، وهو ما يتجاوز المستوى السابق البالغ 300 أسرة. أحدثت الإطاحة العثمانية بالمماليك تغييرات مهمة. ففي عهد السلالة السابقة، كان يهود مصر يسترشدون بناجيد، وهو حاخام يمارس أيضًا وظائف الأمير القاضي. تم إلغاء هذا المنصب لأنه يمثل تضاربًا محتملًا مع اختصاص الهامهامشي أو الحاخام الرئيسي في إسطنبول، الذي مثل جميع اليهود في الدولة العثمانية، والذين قاموا، عبر ضابط يهودي (كاهيا)، بالوصول المباشر إلى السلطان وحكومته والذي يمكن له أن يثير شكاوى الظلم الذي تتعرض له الجاليات اليهودية من قبل المحافظين في المقاطعات أو من المسيحيين.

## قائمة المراجع
- Ben-Ami، Shlomo؛ Mishal، Nissim (2000). Those Were the Generations. يديعوت أحرونوت. ISBN:978-9-6544-8745-0. {{استشهاد بكتاب}}: الوسيط |ref=harv غير صالح (مساعدة)
- David، Abraham (1988). "Demographic Changes in the Safed Jewish Community of the 16th Century". في Róbert، Dán (المحرر). Occident and Orient: A Tribute to the Memory of Alexander Scheiber. Brill Archive. ISBN:978-9-6305-4024-7. مؤرشف من الأصل في 2020-10-01. {{استشهاد بكتاب}}: الوسيط |ref=harv غير صالح (مساعدة)
- David، Abraham (1999). In Zion and Jerusalem: the itinerary of Rabbi Moses Basola (1521-1523). ترجمة: Dena Ordan. جامعة بار إيلان. ISBN:978-9-6522-2926-7. مؤرشف من الأصل في 2020-09-24. {{استشهاد بكتاب}}: الوسيط |ref=harv غير صالح (مساعدة)
- David، Abraham (2010). To Come to the Land: Immigration and Settlement in 16th-Century Eretz-Israel. ترجمة: Dena Ordan. University of Alabama Press. ISBN:978-0-8173-5643-9. {{استشهاد بكتاب}}: الوسيط |ref=harv غير صالح (مساعدة)
- Fine، Lawrence (2003). Physician of the soul, healer of the cosmos : Isaac Luria and his kabbalistic fellowship. Stanford University Press. اطلع عليه بتاريخ 2022-07-04. {{استشهاد بكتاب}}: الوسيط |ref=harv غير صالح (مساعدة)
- Finkelstein، Louis (1970). "Eretz Yisrael Under Ottoman Rule, 1517-1917". The Jews: their history. دار شوكن للنشر [الإنجليزية]. اطلع عليه بتاريخ 2022-07-04. {{استشهاد بكتاب}}: الوسيط |ref=harv غير صالح (مساعدة)
- Schur، Nathan (1983). Toldot Tsfat (بالعبرية). Tel Aviv: Am Oved and Dvir. مؤرشف من الأصل في 2020-01-25. {{استشهاد بكتاب}}: الوسيط |ref=harv غير صالح (مساعدة)
- Shmuelevitz، Aryeh (1999). Ottoman history and society: Jewish sources. Isis Press. {{استشهاد بكتاب}}: الوسيط |ref=harv غير صالح (مساعدة)
- Silberman، Neil Asher (2001). Heavenly Powers: Unraveling the Secret of the Kabbalah. Castle Books. ISBN:978-0-7858-1324-8. مؤرشف من الأصل في 2020-10-01. {{استشهاد بكتاب}}: الوسيط |ref=harv غير صالح (مساعدة)